# Regilio Dodson
Regilio Dodson (Paramaribo, 8 februari 1973) is een Surinaams politicus. Van augustus 2015 tot mei 2019 was hij minister van Natuurlijke Hulpbronnen.

## Biografie
Dodson studeerde macro-economisch beleid en analyse aan de Anton de Kom Universiteit van Suriname. Tijdens zijn studie was hij ondernemer en had hij verschillende banen.
Op 1 januari 2006 trad hij als industrial engineer in dienst bij de Staatsolie Maatschappij, op de afdeling Corporate Planning. Al sinds zijn beginperiode was hij nauw betrokken bij het Calcuttaveld dat in maart 2006 in gebruik was genomen. Begin 2008 stapte hij over naar de divisie Production Operations en werkte hij zich op technisch gebied in via stages bij verschillende divisies. Op 1 januari 2010 of 2011 kreeg hij de leiding over het Calcuttaveld als production superintendent.
Op 12 augustus 2015 kwam hij voor de partij Democratie en Ontwikkeling in Eenheid (DOE) in het Kabinet Bouterse II als minister van Natuurlijke Hulpbronnen. Hiermee volgde hij Jim Hok (PALU) op. Volgens een ingezonden stuk van zijn partij in Starnieuws zou hij zich tijdens zijn ministerschap willen inzetten tegen nepotisme en corruptie. Toen zijn partij DOE medio 2016 uit de regering werd gezet, bleef Dodson op verzoek van Boutserse aan als minister.
In mei 2019 raakte hij in opspraak vanwege belangenverstrengeling nadat de VHP stukken openbaar had gemaakt waaruit bleek dat hij en minister Patrick Pengel eigenaar waren van een mijnbouwbedrijf. Het functioneren van Dodson stond al langer ter discussie. Hij bleef ontkennen dat in het Brokopondostuwmeer met pontons naar goud werd gezocht, hoewel hier beelden van bestonden. Ook bagatelliseerde hij de gevolgen van de zandafgravingen voor de kust voor de beschermde zeeschildpadden. Dodson werd opgevolgd door Sergio Akiemboto.